# 東松島市立鳴瀬桜華小学校
東松島市立鳴瀬桜華小学校（ひがしまつしましりつ なるせおうかしょうがっこう）は、宮城県東松島市にある公立小学校である。

## 概要
2011年3月11日に発生した東日本大震災の影響で鳴瀬地区が津波の被害を受けた。特に浜市小学校は大きな被害を受けて、校舎が使用できなくなり、小野小学校を借りて授業を続けていたが2013年4月より小野小学校と浜市小学校を統合して新設校である鳴瀬桜華小学校が開校した。校舎は小野小学校の校舎をそのまま使用したが、2021年3月末に新校舎に移転した。

## 鳴瀬桜華小の名前について
鳴瀬桜華小学校の名前の由来について、東松島市教育委員会は、
- 市花は桜で復興のシンボルにふさわしい
- 毎年咲く桜の花に平和な地域のイメージを重ね、子どもの成長を願う

という事を選考理由としている。

## 沿革
- 2013年（平成25年）
  - 4月1日 - 東松島市立小野小学校と東松島市立浜市小学校が統合して開校。
  - 6月7日 - 絆プール落成式挙行。
  - 9月6日 - 開校記念日。
- 2014年（平成26年）
  - 2月20日 - 備蓄倉庫完成検査。
  - 5月14日 - 第二グラウンド完成式典挙行。
- 2015年（平成27年）5月8日 - 校歌を作曲した中村雅俊が来校し、児童との交流を行った。
- 2018年（平成30年）1月4日 - 第一校庭に砂場を設置、第二校庭を整備（サッカーコート設置）。
- 2021年（令和3年）
  - 2月7日 - シンボルツリー『滝桜』が、新校舎へ移植。
  - 3月26日 - 新校舎へ移転。

## 学区
- 旧小野小学校、旧浜市小学校学区
  - 浅井（板宮、関田、高田、平貝、矢上、牛網、小野、川下、上下堤、高松、西福田、新田、根古、浜市）[2]

## 卒業後
- 鳴瀬未来中学校へ進学する。

## 校歌
- 鳴瀬桜華小学校校歌の作曲を女川町出身の俳優中村雅俊が手がけた（作詞は松井五郎）[3]。

## 周辺
- 鳴瀬桜華小学校放課後児童クラブ - 本校正門と東松島市道をはさんで、敷地が隣接。
- 東松島市役所鳴瀬庁舎
- 東松島市営小野住宅
- 東松島市商工会
- 東松島市小野市民センター
- 東松島市小野地区体育館
- ディスカバリーセンター（科学館）

## アクセス
- JR東日本仙石線・仙石東北ライン陸前小野駅から、徒歩約1.1km・約17分。